# Montezumia mexicana
Montezumia mexicana är en stekelart som beskrevs av Henri Saussure 1852. Montezumia mexicana ingår i släktet Montezumia och familjen Eumenidae. Inga underarter finns listade i Catalogue of Life.